# Radosław Sikorski
Pour les articles homonymes, voir Sikorski.
Radosław Tomasz Sikorski, né le 23 février 1963 à Bydgoszcz en Pologne, est un journaliste et homme politique polonais, membre de la Plate-forme civique (PO). Il est ministre des Affaires étrangères depuis 2023 et vice-président du Conseil des ministres depuis 2025.
Diplômé de l'université d'Oxford, il couvre des événements diplomatiques et militaires pour la presse internationale, avant d'entrer, en 1992, dans le gouvernement polonais, au sein duquel il milite en faveur de l'intégration de la Pologne à l'OTAN.
En 2005, Sikorski, élu sénateur indépendant, est nommé ministre de la Défense nationale au sein du gouvernement conservateur de Jarosław Kaczyński, mais à la suite de désaccords de nature politique, quitte le gouvernement en 2007, quelques mois avant d'être député à la Diète, sous les couleurs de la Plate-forme civique, puis nommé ministre des Affaires étrangères dans le cabinet libéral de Donald Tusk.
En 2014, alors qu'il n'est pas reconduit dans le gouvernement d'Ewa Kopacz, il succède à celle-ci comme président de la Diète, avant de démissionner en  2015. Il est élu député européen en 2019.
En 2023, il retrouve le poste de ministre des Affaires étrangères dans le troisième gouvernement de Donald Tusk. Il obtient en 2025 le titre de vice-président du Conseil des ministres.

## Biographie

### De la grève étudiante à l'asile politique
En mars 1981, alors qu'il achève ses études secondaires à Bydgoszcz, il prend la tête du comité de grève des étudiants, dans le cadre des « évènements de Bydgoszcz ». Au mois de juin suivant, il quitte son pays et se rend en Grande-Bretagne afin d'y apprendre l'anglais. Lorsque la loi martiale est décrétée en Pologne six mois plus tard, il demande l'asile politique au Royaume-Uni, qui lui est accordé en 1982.
Il étudie au Pembroke College de l'université d'Oxford, suivant d'abord un cursus d'histoire, puis se réoriente vers la filière des sciences politiques, de la philosophie et des sciences économiques (PPE). Il obtient son Bachelor of Arts dans ce domaine en 1984.

### Dans la presse internationale
Entre 1986 et 1989, il a été pigiste pour des journaux tels que The Spectator et The Observer. Il a également couvert la guerre d'Afghanistan pour The Sunday Telegraph, et a même remporté le prix World Press Photo, dans la catégorie photos d'information, en 1987.
Choisi, à la fin des années 1980, comme journaliste de terrain en Angola, lors de la guerre civile, il est nommé en 1990 correspondant du Sunday Telegraph à Varsovie. Par la suite, il a publié dans Rzeczpospolita et The Wall Street Journal, et travaillé en tant que spécialiste des relations internationales pour les chaînes polonaises TVP et TVN24, ainsi que les chaînes étrangères CNN, Fox News, BBC World, ou encore Voice of America. En outre, il a été conseiller du magnat des médias Rupert Murdoch, entre 1988 et 1992, représentant les intérêts de News Corporation en Pologne.

### Premiers pas politiques
En 1992, il devient vice-ministre de la Défense nationale du gouvernement de Jan Olszewski, appelant à une intégration rapide de la Pologne à l'OTAN. Il se présente aux élections législatives de 1997 sous les couleurs du parti d'Olszewski, le Mouvement pour la reconstruction de la Pologne (ROP), mais ne parvient pas à être élu député.
Il revient au gouvernement l'année suivante, en 1998, un an après l'arrivée au pouvoir de Jerzy Buzek, et occupe le poste de vice-ministre des Affaires étrangères, chargé des Polonais de l'étranger, de l'Asie, de l'Afrique et de l'Amérique latine.

### Ministre de la Défense
À l'occasion des élections sénatoriales du 25 septembre 2005, il se présente à l'un des deux sièges à pourvoir dans la circonscription de Bydgoszcz, sous les couleurs de Droit et justice (PiS), parti conservateur catholique et eurosceptique dont il n'est pas membre. Avec 76 370 voix, il réalise le meilleur résultat et remporte donc son siège au Sénat.
Le 31 octobre, Radosław Sikorski est nommé ministre de la Défense nationale dans le gouvernement minoritaire du conservateur Kazimierz Marcinkiewicz. Il est reconduit le 14 juillet 2006 dans le gouvernement de coalition du conservateur Jarosław Kaczyński.
Il démissionne le 5 février 2007, pour protester contre les discussions entre le gouvernement et les États-Unis sur l'installation d'un bouclier antimissile en Pologne. Il était aussi en désaccord avec son adjoint, chef des services de renseignements militaires (WSI), Antoni Macierewicz, favorable à une dégradation des anciens officiers sous le régime communiste, comme Wojciech Jaruzelski.

### Ministre des Affaires étrangères

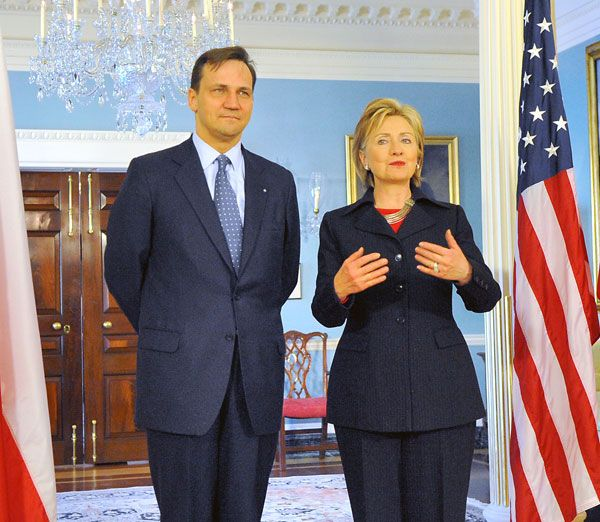
Radosław Sikorski et la secrétaire d'État des États-Unis, Hillary Rodham Clinton, en février 2009.

Il annonce, le 12 septembre suivant, qu'il sera candidat aux élections législatives anticipées du 21 octobre dans la circonscription de Bydgoszcz, sur la liste de la Plate-forme civique (PO) parti de centre droit libéral et pro-européen dont il n'est pas adhérent. Le jour du scrutin, il obtient 117 291 votes préférentiels, réalisant le meilleur résultat de la circonscription et de la voïvodie, et dépassant de loin le ministre sortant de l'Agriculture Wojciech Mojzesowicz. Il se voit ainsi élu député à la Diète.
Le 16 novembre, Radosław Sikorski est nommé ministre des Affaires étrangères dans le premier gouvernement de coalition du libéral Donald Tusk. Il adhère à la PO le 2 décembre.
En 2010, la PO organise une primaire afin de désigner son candidat à l'élection présidentielle, prévue initialement à l'automne. Il se trouve alors opposé au président de la Diète, Bronisław Komorowski, qui le défait avec 68,5 % des voix le 27 mars,. Le 11 avril, il est désigné par Tusk pour participer à l'équipe ministérielle de coordination des activités liées à l'enquête sur le crash de l'avion présidentiel à Smolensk.
Élu vice-président de la Plate-forme civique le 8 octobre, il postule pour un nouveau mandat parlementaire lors des élections législatives du 9 octobre 2011. Il est réélu à la Diète avec un résultat en baisse de 91 720 suffrages de préférence, ce qui reste la meilleure performance de la circonscription et de la voïvodie. Le 18 octobre, il est confirmé dans ses fonctions au sein du gouvernement Tusk II.
Très impliqué dans la crise politico-sociale ukrainienne des mois de janvier et février 2014, Radosław Sikorski est alors chargé, par l'Union européenne, d'intervenir dans ce conflit, aux côtés de ses homologues français, Laurent Fabius, et allemand, Frank-Walter Steinmeier.

### Président de la Diète
Donald Tusk est désigné président du Conseil européen le 30 août 2014. Bien qu'il soit préféré par les électeurs de la PO pour cette succession, le bureau du parti investit la présidente de la Diète Ewa Kopacz le 4 septembre. Il est alors choisi pour prendre sa suite dans cette fonction.
Il est logiquement exclu du nouveau cabinet, constitué le 22 septembre et cède donc son ministère à Grzegorz Schetyna. Le 24 septembre, Radosław Sikorski est élu président de la Diète par 233 voix favorables contre 143. Dans son discours d'investiture, qu'il prononce après son élection, il dit être « honoré » de devoir présider la chambre basse de « l'un des plus anciens Parlements d'Europe ».
Il annonce le 10 juin 2015 qu'il compte remettre sa démission, à la suite des fuites de conversations privées, enregistrées illégalement en 2014, qui démontrent les connivences au sommet de l'État et le langage peu amène employé à l'encontre d'alliés internationaux de la Pologne. Il quitte officiellement ses fonctions le 23 juin, sa charge étant reprise après deux jours de vacance par l'ancienne porte-parole du gouvernement, Małgorzata Kidawa-Błońska.
Il renonce à postuler de nouveaux élections législatives du 25 octobre 2015, et quitte la vie politique à l'issue de ce scrutin.

### Député européen
Il est élu aux élections européennes de 2019 en Pologne.
Le 27 septembre 2022, après les explosions des gazoducs Nord Stream en Mer Baltique, il publie une photo sur son compte Twitter avec la légende : « Thank you USA »,. Dans des tweets ultérieurs, il précise que « les dommages causés à Nord Stream réduisent la marge de manœuvre de Poutine ». Selon l'eurodéputé de la Plateforme civique, si le président russe veut reprendre l'approvisionnement en gaz de l'Europe, il sera obligé de parler aux pays contrôlant d'autres points de passage, à savoir la Pologne et l'Ukraine.
Le média néerlandais NRC Handelsblad indique, en février 2023, que Radosław Sikorski n'aurait pas informé le Parlement européen de voyages effectués aux Émirats arabes unis aux frais de l'État émirati, ainsi qu'une rémunération annuelle de 93 000 € pour sa participation au comité consultatif du forum de Sir Bani Yas. Il se défend dans une lettre ouverte, affirmant que l'ensemble de ces éléments a été effectivement déclaré.

### Ministre des Affaires étrangères
Le 13 décembre 2023, il prend ses fonctions de ministre des Affaires étrangères dans le gouvernement de Donald Tusk. Le 24 février 2024, deux ans après le début de l'invasion russe de l'Ukraine, il prend la parole lors d'une réunion du Conseil de sécurité des Nations unies et réfute méthodiquement les arguments du diplomate russe Vassili Nebenzia, constitutifs de la désinformation sur la guerre russo-ukrainienne. Le 24 juillet 2025, il est maintenu à son poste et nommé également vice-président du Conseil des ministres.

## Vie privée
Le 27 juin 1992, il épouse Anne Applebaum, journaliste américaine au Washington Post.

## Controverse
En 2023, il fait l'objet d'une controverse à la suite de la révélation de liens financiers avec les Émirats arabes unis par un journal néerlandais,.
Selon cette enquete, Sikorski s'y rend régulièrement pour un « séjour gratuit dans des complexes hôteliers de luxe » et reçoit 93 000 € par an de l'État du Golfe pour son rôle au sein du conseil consultatif du Forum Sir Bani Yas depuis l'année 2017.

## Distinctions
- Grand officier de l'ordre de la Couronne (2013)
- Commandeur de l'ordre de Saint-Charles (2012)[14]
- Grand officier de la Légion d'honneur (2012)
- Commandeur grand-croix de l'ordre royal de l'Étoile polaire
- Ordre de la Croix de Terra Mariana de première classe